# アイキャラ
『アイキャラ』は、日本テレビにて2016年から断続的に深夜に放送されていたバラエティ番組。
シーズン1・2は毎週放送であったが、シーズン3からは月1回放送へ放送形態が変更された。
番組開始より関東ローカル（「日テレ★ミライ」枠）にて放送されているが、関東地方以外の地域でもニコニコ動画と日テレオンデマンドで放送終了後から無料配信され視聴可能。また過去の放送分についても無料で視聴できる。

## 概要
出演者3人がこたつで会議を行い、まきこまれ先生の協力を得て、2次元キャラクターを育成し、現実世界でのデビューを目指す。シーズン1では3つの企画がスタートし、番組から誕生したキャラクター「小林咲彩」（CV：寧々）、「桐原アイ」（CV：新田恵海）が歌手デビューした。

## 出演者
- バカリズム
- 小出祐介（Base Ball Bear）
- 夢眠ねむ（でんぱ組.inc）
- 伊藤遼（日本テレビアナウンサー）

### キャラクター声優
- 新田恵海（シーズン1・桐原アイ企画レギュラーゲスト）
- 寧々
- 花澤香菜

### ナレーター
- 杉田智和（シーズン1担当。ひらがな男子「ぬ」）
- 梶裕貴（シーズン2から担当。ひらがな男子「あ」）
- 市川太一（シーズン3から担当。ひらがな男子「う」）

### まきこまれ先生
- 安藝貴範
- 石塚英一郎
- 大河内航太
- 大月壮
- 金子雄司
- キオ
- 小坂崇氣
- 田中隼人
- 中島崇
- ビームマンP
- 姫神
- ポンポコP
- 松浦裕暁 - サンジゲン社長
- 三浦菜奈
- 水木峻
- 水島精二
- 守屋友晴
- Yumiko a.k.a MTP

### 虹の2次元（シーズン1）
- 川瀬ハヤト
- 御伽ねこむ

## 企画

### 28歳 アイキャラ<小林咲彩>
シーズン1企画第1弾。28歳の女性アイドル「小林咲彩」（こばやし さや）を制作する企画。年齢などの基本設定は3人の会議で決まり、原画及び命名は一般募集。担当声優は音楽アプリ「nana」とのコラボレーションで一般募集され、寧々が選ばれた。2016年3月31日にデビュー曲「Tweet」の配信が開始された。シーズン2ではライバルキャラの育成がスタート。

### 日本アニメ最強のヒロイン<桐原アイ>
シーズン1企画第2弾。新田恵海の発案企画。17歳の女子高校生「桐原アイ」（きりはら アイ）を制作する企画。原画は三浦菜奈、命名や設定は一般募集、担当声優は新田。2016年3月23日、ストーリーアルバム「明日は少し笑ってみよう」が発売された。シーズン2では第7回より番組枠内で桐原アイ主演のショートアニメ『アイコトバ』を放映。

### ひらがな男子
シーズン1企画第3弾。平仮名を擬人化し、男子キャラを制作する企画。原画は一般募集。2016年に（仮）として発表されたCVは梶裕貴（あ）、天野七瑠（ぁぃ）、佐香智久（も）、佐藤ひろ美（ひ）、榎木淳弥（ち）、杉田智和（ぬ）。

#### キャラクター

##### ひらがな男子
小文字、濁音を除いて五十音順で表記する。「声」は公式HP記載の声優。「の」の母、「の」の父は映画版の声優。「演」は舞台版の俳優。
あ
声 - 梶裕貴 / 演 - 佐奈宏紀
う
声 - 市川太一 / 演 - 高橋健介
え
声 - 石田彰 / 演 - 坂垣怜次
け
公式HPに画像が表示されているが、ページは作成されていないため、担当声優不明。舞台版未登場。
こ
声 - 村瀬歩 / 演 - ゆうたろう
し
声 - 三木眞一郎 / 演 - 和泉宗兵
た
声 - 鈴木達央 / 演 - 稲垣成弥
ち
声 - 榎木淳弥 / 演 - 武子直輝
に
声 - 山下大輝 / 演 - 二葉要
ぬ
声 - 杉田智和 / 演 - 宇野結也
ね
声 - 緒方恵美 / 演 - 長江崚行
の
声 - 矢野奨吾 / 演 - 後藤大
ひ
声 - 千智 / 演 - 定本楓馬
ふ
声 - 神谷浩史 / 演 - 中村太郎
む
声 - 宇野悠人
よ
声 - 八代拓 / 演 - 星乃勇太
り
声 - 蒼井翔太
を
ぁ
声 - 大地葉 / 演 - 春日レイ
ぃ
声 - 篠田みなみ / 演 - 春日結心
ば
声 - 下野紘 / 演 - 福島海太

##### その他のキャラクター
- あんこ

声 - 天野七瑠
- 「の」の母

声 - 亜城めぐ
- 「の」の父

声 - 藤原啓治

#### ゲーム（ひらがな男子）
『ひらがな男子 いつらのこゑ』というタイトルで、2017年10月4日にスマートフォン向けアプリの配信をスタートした。開発・運営はタボット。2018年4月13日、サービス終了。

#### 映画（ひらがな男子）
『劇場版 ひらがな男子 〜序〜』というタイトルで2018年5月11日に公開された。

##### スタッフ（映画）
- 監督 - 水島精二
- 脚本 - バカリズム
- 絵コンテ - 水島精二、黒川智之、西川雅貴、げそいくお
- 演出 - 古舘勝義
- キャラクターデザイン - 堀口悠紀子
- 美術監督 - 百海直子、金子雄司
- CGディレクター - Chang Soo Hyun
- チーフCGデザイナー - 沖拓也
- レイアウト監修 - サンジゲン
- 録音監督 - 今泉雄一
- クリエイティブディレクター - 長江努
- 協力プロデューサー - 松浦裕暁
- 企画協力 - マセキ芸能社
- アニメーション制作 - ディレクションズ
- 製作 - 日本テレビ放送網
- 企画 - 前田直敬
- 配給 - アスミック・エース、日本テレビ

#### 舞台（ひらがな男子）
舞台「ひらがな男子」というタイトルで2018年7月20日から29日まで、AiiA 2.5 Theater Tokyoで上演された。第1部の演劇パートと第2部のライブパートの2部構成となっている。

##### スタッフ（舞台）
- 脚本 - 第1部：バカリズム、第2部：川尻恵太（SUGARBOY）
- 演出・作詞 - 1部・2部共通：川尻恵太（SUGARBOY）
- 主催 - 舞台「ひらがな男子」製作委員会

### さやべぇのライバル<綾瀬陽菜>
シーズン2企画第1弾。シーズン1で製作した「小林咲彩」のライバルキャラとして、19歳の王道アイドル「綾瀬陽菜」（あやせ ひな）を製作する企画。基本設定は3人の会議で決まり、番組放送前にニコニコ生放送等で告知、原画及び命名は一般募集。担当声優は花澤香菜。小林咲彩と共にNHN comico運営のオンラインコミックサイト兼コミックアプリであるcomicoとのタイアップでコミカライズされることが決定した。

### かわヤン
シーズン2企画第2弾。「かわいい」と、対極の「ヤンキー」を組み合わせて“かわヤン”を作る企画。案・原画は一般募集したが、募集前の会議で夢眠が考えた「おにぎり」キャラの応募が多く、おにぎりシリーズに決定。

## 放送・配信局

### シーズン4 -
- 日本テレビ - 制作局。月1回・木曜深夜 0:59 - 1:49に放送。しかし回により放送時間は変動する傾向にある。
- ニコニコ生放送
- Periscope

以上2つのネット配信サービスでは収録の様子を配信。配信時間は収録される時間によりまちまち。
- BS日テレ - 再放送をシーズン1（「アイキャラ」）から順次、2018年4月より行っている。毎週火曜 0:00 - 0:30。

## スタッフ

### シーズン4現在
- 企画・プロデューサー：前田直敬
- 構成：大熊智
- 技術協力：日テレ・テクニカル・リソーシズ
- 美術協力：日本テレビアート
- TM：川合亮
- CAM：大谷アグリ
- MIX：南雲長忠
- VE：河内繁
- 照明：佐野広之
- 美術：大川明子
- デザイン：平岡真穂
- 大道具：山本純樹
- 小道具：伊沢英樹
- 企画協力：マセキ芸能社（シーズン3までは協力）
- 協力：グッドスマイルカンパニー、サンジゲン、バーチャルキャスト（バーチャル→シーズン4）
- 編集：浅津浩気（スタジオヴェルト）
- MA：川原崎智史
- TK：桜井えみこ
- 音効：松田創
- 編成：齋藤久志
- WEB：宮原耕介
- デスク：小原麻美
- AD：内田愛美
- AP：堀内美郷（シーズン2はAD）、湯浅剛志（シーズン4）
- ディレクター：菊池香織、阿部聡、高尾あずみ、古舘勝義（古舘→シーズン4）
- プロデューサー：久保真一郎（シーズン3は編成）、長江努、吉田享史、堀内基弘
- チーフプロデューサー：伊東修
- 制作協力：DIRECTIONS、ゴッドキッズ
- 製作著作：日本テレビ

### 過去のスタッフ
※=シーズン1のみのスタッフ
- TM：保刈寛之（シーズン3まで）
- CAM：八木原輝（※）、海野亮（シーズン3）
- MIX：大場悟、石塚博久、安楽修平（共に※）、植松一哉（シーズン2）、芦田沙織（シーズン2・3）、高瀬淳也（シーズン3）
- VE：宮崎要裕（※）
- 照明：宮田千尋（※）
- 大道具：増子純一（シーズン3まで）
- 協力：手塚プロダクション、ニトロプラス、Live2D、nana music（共にシーズン3まで）
- 編集：橋本治（※）
- MA：馬場由布子（※、スタジオエンデバー）、眞坂聡美（※、スタジオヴェルト）、上松紗弓（シーズン2・3、スタジオヴェルト）、渕野あゆみ、杉本充宏（共にシーズン3、スタジオヴェルト）、福田忠光（シーズン3、スタジオミック）
- 編成：原司、荻野陽介（シーズン2まで）、関根龍太郎、武末大作（共にシーズン3）
- AD：中村理美、石田晃人、塚正しほこ（全員→※）、小谷直茂、吉川賢志（小谷・吉川→シーズン2）、堀友香（シーズン3）
- ディレクター：五十嵐真、寺谷鉱、小林温志（寺谷・小林→シーズン2）、所雅俊（所→シーズン3まで）
- プロデューサー：山本信幸（※）、新田真紀（途中まではAP）

## テーマ曲
シーズン2のオープニングテーマ曲はみみめめMIMIの「1/2ぶんこ」。オープニングムービーも担当している。
- イラストレーション：ちゃもーい
- アニメーション：くろやなぎてっぺい

シーズン1ではクレジットされていなかったが「瞬間リアリティ」が使用されていた。

## 関連商品

### ディスコグラフィ
| 発売日           | タイトル               | 歌                   | 楽曲                                                 | 備考                                                         |
| 2016年           | 2016年                 | 2016年               | 2016年                                               | 2016年                                                       |
| ---------------- | ---------------------- | -------------------- | ---------------------------------------------------- | ------------------------------------------------------------ |
| 3月23日          | 明日は少し笑ってみよう | 桐原アイ（新田恵海） | 「Hello」                                            | 札幌テレビ『ジョシスタ あいく的』2016年4月エンディングテーマ |
| 3月23日          | 明日は少し笑ってみよう | 桐原アイ（新田恵海） | 「Calling me」                                       |                                                              |
| 3月23日          | 明日は少し笑ってみよう | 桐原アイ（新田恵海） | 「君をのせて」                                       | 『天空の城ラピュタ』主題歌のカバー                           |
| 3月31日 （配信） | Tweet                  | 小林咲彩（寧々）     | 「Tweet」 「Tell Me 〜28歳...さやべぇ 愛のテーマ〜」 |                                                              |

## ライブ・イベント
| 公演日  | タイトル                                               | 出演 | 会場                                 |        |
| 2016年  | 2016年                                                 | 2016年 | 2016年                               | 2016年 |
| ------- | ------------------------------------------------------ | --- | ------------------------------------ | ------ |
| 5月21日 | 桐原アイ「明日は少し笑ってみよう」リリース記念イベント | 新田恵海 | 科学技術館サイエンスホール（東京都） |        |
| 9月13日 | アイキャラFes vol.1                                    | 出演キャラクター：小林咲彩（CV：寧々）、綾瀬陽菜（CV：花澤香菜）、桐原アイ（CV：新田恵海）、ミス・モノクローム、ひらがな男子（CV：杉田智和、梶裕貴、榎木淳弥、市川太一） スペシャルゲスト：天野七瑠、市川太一、中村繪里子、新田恵海、花澤香菜、松浦裕暁、水島精二、みみめめMIMI MC：バカリズム、小出祐介、夢眠ねむ | 恵比寿LIQUIDROOM（東京都）           |        |